# Lars Nittve
Lars Nittve, né le 17 septembre 1953 à Stockholm, est un directeur et conservateur suédois de musées et un critique d'art. Il a été le directeur du musée d'art moderne Moderna Museet à Stockholm et le directeur du Musée d'art moderne Louisiana au Danemark puis le fondateur du Tate Modern de Londres.
Il dirige le M+, grand musée à Hong Kong, ouvert en 2017.